# Pardosa lycosina
Pardosa lycosina este o specie de păianjeni din genul Pardosa, familia Lycosidae, descrisă de Purcell, 1903. Conform Catalogue of Life specia Pardosa lycosina nu are subspecii cunoscute.